# Hugo Elstermann von Elster

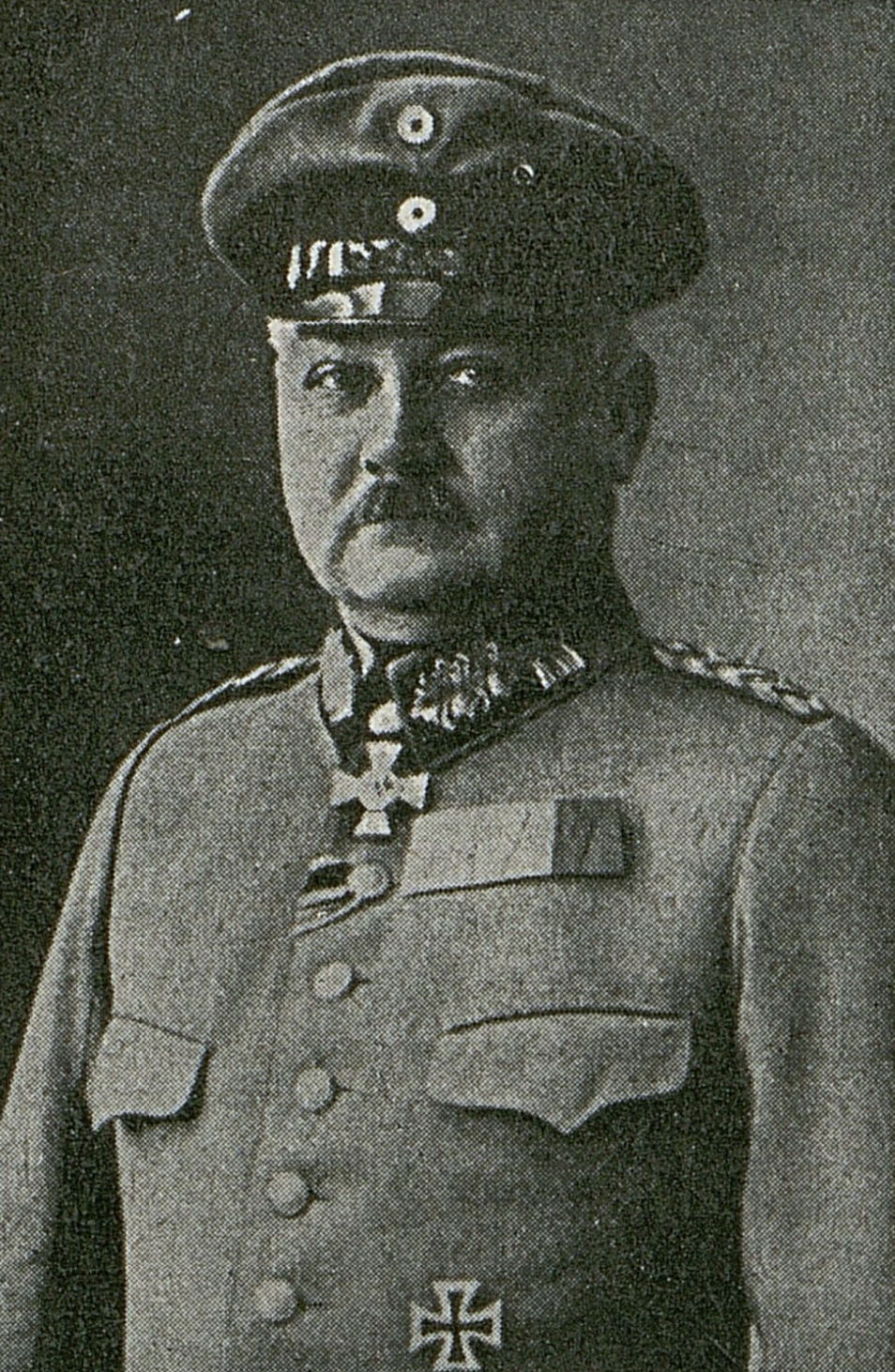
Hugo Elstermann von Elster (ca. 1918)

Hugo Friedrich Wilhelm Elstermann von Elster (* 23. März 1859 in Aschersleben; † 19. September 1945) war ein deutscher Offizier und zuletzt Generalleutnant der Königlich Preußischen Armee. Während des Ersten Weltkrieges war er unter anderem zwischen 1914 und 1918 Kommandeur der 76. Reserve-Division und wurde in dieser Funktion am 22. September 1917 Ritter des Ordens Pour le Mérite. Im Rahmen des sogenannten Tannenbergtages wurde ihm am 27. August 1939 der Charakter eines Generals der Infanterie verliehen.

## Leben
Er war der Sohn von Carl Elstermann von Elster, der in Quedlinburg starb. Hugo Friedrich Wilhelm Elstermann von Elster absolvierte eine Offiziersausbildung und wurde am 15. April 1878 als Leutnant (Secondelieutenant) in das 1. Nassauische Infanterie-Regiment Nr. 87 in Mainz übernommen, wo er am 17. Juni 1887 zum Oberleutnant (Premierlieutenant) befördert wurde. Am 13. Juni 1892 erfolgte seine Versetzung als Brigade-Adjutant zur 30. Infanterie-Brigade in Koblenz, wo vier Tage später am 17. September 1892 seine Beförderung zum Hauptmann erfolgte. Am 27. Januar 1899 wurde er zur 19. Division versetzt und fungierte dort als Adjutant des Kommandeurs, Generalleutnant Gustav von Blumenthal. In dieser Verwendung erfolgte am 13. September 1899 auch seine Beförderung zum Major.
Nachdem Major Elstermann von Elster zwischen 1900 und 1902 Heeres-Adjutant des Präsidenten des neu begründeten Reichsmilitärgerichts, General der Infanterie Julius Heinrich von Gemmingen-Steinegg war, übernahm er zwischen dem 22. März 1902 und dem 13. Februar 1906 den Posten als Kommandeur eines Bataillons im Grenadier-Regiment „Kronprinz“ (1. Ostpreußisches) Nr. 1 in Königsberg. Im Anschluss folgte zwischen dem 13. Februar 1906 und dem 27. Oktober 1908 eine Verwendung im Stab des Königin Augusta Garde-Grenadier-Regiments Nr. 4 in Berlin, in dem am 10. April 1906 auch seine Beförderung zum Oberstleutnant erfolgte. Am 27. Oktober 1908 erfolgte seine Versetzung zu dem ebenfalls in Berlin stationierten 3. Garde-Regiment zu Fuß, wo er zunächst mit der Führung beauftragt und im Anschluss nach seiner Beförderung zum Oberst zwischen dem 24. März 1909 und dem 2. April 1912 Kommandeur dieses Regiments war. Während seiner Zeit als Kommandeur des 3. Garde-Regiments zu Fuß erlangte der Marsch „Preußens Gloria“ Bekanntheit, den Elstermann von Elster bei der Wachablösung am Berliner Schloss spielen ließ.
Am 2. April 1912 übernahm Oberst Elstermann von Elster den Posten als Kommandeur der 42. Infanterie-Brigade in Frankfurt am Main und bekleidete diesen Posten auch nach Beginn des Ersten Weltkrieges noch vom 2. August bis zum 24. Dezember 1914, wobei er bereits am 4. Juni 1912 zum Generalmajor befördert wurde. Im weiteren Verlauf des Ersten Weltkrieges war er zwischen dem 24. Dezember 1914 und seiner Ablösung durch Generalmajor Alfred von Quadt-Hüchtenbruck am 18. Januar 1918 Kommandeur der 76. Reserve-Division.
In dieser Funktion erfolgte am 18. Juni 1915 seine Beförderung zum Generalleutnant sowie unter anderem seine Teilnahme an der Winterschlacht in Masuren (7. bis 22. Februar 1915) sowie an der Schlacht von Mărășești (6. August bis 3. September 1917) auf dem rumänischen Kriegsschauplatz. Für seine Verdienste wurde er zudem am 22. September 1917 Ritter des Ordens Pour le Mérite. Im letzten Kriegsjahr wurde er zunächst am 18. Januar 1918 Etappen-Inspekteur der 2. Armee, deren Oberbefehlshaber General der Kavallerie Georg von der Marwitz war. Nachdem er am 2. Mai 1918 zur Disposition gestellt wurde, schied er nach Kriegsende am 2. Dezember 1918 aus der Armee aus.
Im Rahmen des sogenannten Tannenbergtages wurde ihm am 27. August 1939 der Charakter eines Generals der Infanterie verliehen.
Aus seiner Ehe mit Margarethe von Elstermann, geborene von Marées, ging der Sohn Karl Elstermann von Elster hervor, der Major der Schutzpolizei war.

## Veröffentlichung
- Die 76. Reservedivision in der Winterschlacht in Masuren vom 8. bis 21. Februar 1915, Lüneburg 1924